# Gustav König (Maler)

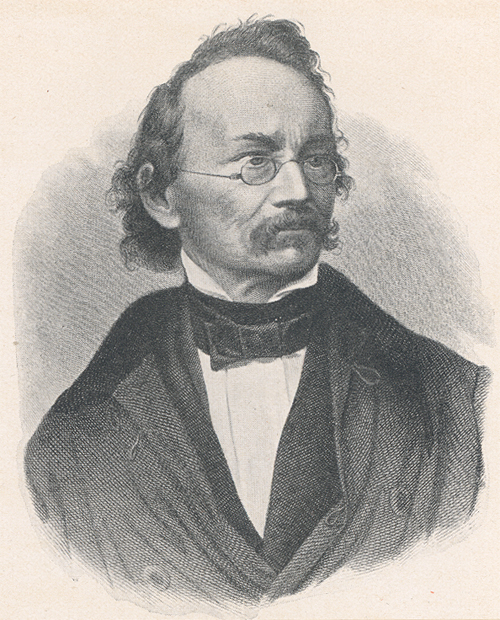
Gustav König. Nach einer Fotografie gestochen von Heinrich Merz

Gustav Ferdinand Leopold König (* 2. April 1808 in Coburg; † 30. April 1869 in Erlangen) war ein deutscher Historien- und Bildnismaler, sowie Illustrator und Radierer.

## Leben
König war ein Sohn und das sechste Kind des Rauensteiner Porzellanmalers Johann Nikolaus König († 6. März 1820) und dessen Frau Johanna Christiane Eleonore (geborene Dinckler) und wurde am 10. April 1808 in der Morizkirche getauft. Von seinen fünf Geschwistern überlebten nur seine älteren Schwestern Gregorovie, die im Alter von 13 Jahren in Paris verheiratet wurde, und Amalie (vor 1808–1847), die 1839 Eduard Prätorius heiratete. Im Alter von 12 Jahren verlor er seinen Vater und mit 16 trat er in die Porzellanmalerei Schmidt der Porzellanfabrik in Coburg ein, wo er unter anderem nach Bildern aus dem Kupferstichalmanach Johann Heinrich Rambergs Bildnisse auf Pfeifenköpfe und Tassen malte. Hier erhielt er zudem durch seinen älteren Kollegen Friedrich Müller Unterricht in Anatomie und Perspektive. Im Jahr 1828 begleitete er seinen Freund Eduard Prätorius nach Heidelberg. Dieser wurde später Bibliothekar und Geheimer Rat des Prinzgemahls Albert von England. In Heidelberg begegnete er dem Landschaftsmaler Ernst Fries und besuchte für ein Semester die Vorlesungen Friedrich Christoph Schlossers. Auf seiner Rückreise durch Schwaben begegnete er Justinus Kerner, Nikolaus Lenau, Friedrich Rückert, Gustav Schwab und Johann Ludwig Uhland kennen. Er hatte sich entschlossen nach München zu gehen. Auf dem Weg dorthin erkrankte König und verweilte in Nürnberg, wo er sich nach seiner Genesung an der Nürnberger Kunstschule bewarb und dort von 1830 bis 1832 Schüler gewesen sein soll. Er verdiente sich in Nürnberg seinen Lebensunterhalt als Porzellanmaler. Er wurde kurz darauf dem Fürsten Carl Hohenlohe-Waldenburg in Kupferzell (aus dem Adelshaus Hohenlohe) als Porträtmaler empfohlen. Dort blieb er ein Jahr und entwarf autodidaktische Zeichnungen und Kompositionen zu Uhlands Gedichten. Er begann anschließend am 21. Januar 1833 ein Studium im Fach Malerei an der Kunstakademie in München.
Bereits kurze Zeit später bekam König von Herzog Ernst von Coburg den Auftrag für das Schloss Reinhardsbrunn, einen Zyklus von sieben Bildern aus der Geschichte der Reformation (Geschichte der sächsischen Reformationsfürsten) zu malen. Diesen fertigte er in den Jahren 1836 bis 1839 unter der Leitung von Julius Schnorr von Carolsfeld an. Dadurch entdeckte König dieses Themengebiet für sich, dessen Geschichte er nun bis an sein Lebensende immer wieder in seine Werke einfließen ließ. Neben seinen Szenen aus Luthers Leben in 48 eigenhändig radierten Blättern, die er in einem Zeitraum von 5 Jahren anfertigte, schuf König die 39 Initialen (Holzschnitte) zu Luthers geistlichen Liedern, die vom preußischen König Friedrich Wilhelm IV. angekauft wurden. Auch der belgische König Leopold I. erwarb mehrere seiner Werke. Von der offiziellen Kunstkritik wie auch von der Tagespresse wurde er deshalb schon bald „Luther-König“ oder „Lutherkönig“ genannt.

## Familie
König war seit Juli 1838 mit Natalie (geborene Prätorius, * 3. Juli 1805) verheiratet, einer Tochter des Geheimen Regierungsrats Prätorius und Schwester von Eduard Prätorius und des Malers Ludwig Max Praetorius. Natalie Prätorius hatte von Königs Schwester Amalie private Unterweisungen in der Porzellanmalerei erhalten. Seine Schwiegermutter wohnte bis zu ihrem Tod 1848 mit in seinem Haushalt in der Schellingstraße in München.
Das Paar hatte nur ein einziges Kind, eine Tochter (* 7. August 1839), die keine Schule besuchte, sondern allein von König in allem (Lesen, Schreiben, Rechnen, Zeichnen, Musik, Geschichte …) unterwiesen wurde.
Königs Schwager Eduard Prätorius (um 1806–24. Februar 1855) heiratete nach dem Tod Amalies († 1847) im Jahr 1849 die Gräfin Elisabeth Wilhelmine Friederike Caroline Ferdinande Pauline von Pappenheim (1806–1880), die Tochter des Grafen Friedrich Ferdinand von Pappenheim († 28. Februar 1816).
König starb im Alter von 61 Jahren in Erlangen. Bereits zu seinen Lebzeiten schufen die Kupferstecher Julius Thaeter und Heinrich Merz mehrere Stiche nach Königs Ölbildern.

## Werke (Auswahl)
- Johann Friedrich der Großmütige hört beim Schachspiel die Ankündigung seines Todesurteils
- Bonifacius den Deutschen das Christentum predigend
- Das gülden ABC
- Psalmen Davids
- Nathan und David
- Nathans Bußpredigt kam in die neuen Pinakothek nach München
- Luther das Abendmahl austeilend in der Kirche von Pappenheim
- 48 Zeichnungen aus Luthers Leben (kamen 1870 in den Besitz der Königin Victoria von England)
- Die Bibelübersetzung[6] aus dem Zyklus Aus Luthers Leben (wurden von ihm in zwei Ausführungen in Lebensgröße reproduziert, eine 1858 für den Regierungsrat Ernst Luthardt)
- Luther und Zwingli zu Marburg 1529 (1862)
- 12 Kompositionen aus dem Leben Davids kamen in das Leipziger Museum

In Buchform erschienen
- Dr. Martin Luther, der Deutsche Reformator. Justus Perthes, Rudolf Besser, Gotha / Hamburg 1851 (archive.org, Erstausgabe 1847, in biblischen Darstellungen von Gustav König, in geschichtlichen Umrissen von Heinrich Gelzer, 1883 als Jubiläumsausgabe zur 400jährigen Feier von Luthers Geburtstag erschienen)
- Dr. Martin Luthers geistliche Lieder – nach den Original-Texten. Hirsch, Konstanz 1885 (Illustrationen).
- Martin Luther – dem deutschen Volke geschildert. In 48 bildlichen Darstellungen von Gustav König und in geschichtlicher Ausführung von Julius Köstlin, Verlag von Reuther & Reichard, Berlin 1897 (archive.org).